# Vendobionta
Vendobionta é uma proposta de um superfilo extinto que inclui os filos dos organismos da Biota Ediacarana. Vendobionta é um grande grupo de metazoários pré-cambrianos.

## Interpretação
A fauna do Ediacarano devia previamente conter apenas animais (multicelulares) como ancestrais para diferentes grupos de invertebrados. Por causa dos tamanhos dos fósseis, segmentação, simetria bilateral e polaridade, todos os fósseis do Ediacarano foram originalmente atribuídos aos cnidários (como plumas-do-mar e águas-vivas), vermes anelídeos e artrópodes. Porém, uma nova interpretação surgiu a favor dos fósseis do Ediacarano, apontando incongruências funcionais que indicaram que os fósseis não estavam relacionados aos grupos citados anteriormente. Charniodiscus, um exemplo, lembra modernas plumas-do-mar em forma e coordenação, mas como ele é um fronde, e tem uma folha fechada, ele foi interpretado como um organismo filtrador. Similarmente, Dickinsonia poderia ser comparada a um verme segmentado. Porém sua forma de panqueca não permitia nem os modos sinuosos nem os peristálticos de locomoção característicos dos vermes. Nem a forma superficialmente parecida com trilobita de Spriggina indica uma relação, pois, ao contrário das trilobitas, Spriggina não tinha carapaça. Outros Vendobiontes lembram nada tanto quanto as folhas das plantas terrestres atuais.

## Características
A descrição desse grupo hipotético propõe características que poderiam ter sido comuns a todos os primeiros grupos de organismos Ediacaranos:

### Estrutura
Corpo relativamente macio, sem partes duras, como armaduras ou esqueletos. Em aparência, foram comparados a colchões infláveis finos, geralmente planos e cheios de um líquido chamado de fluido plasmoidal. Internamente, poderiam conter um único compartimento (o sincício) e externamente apresentavam vários tipos de dobras ou segmentos (paralelos, radiais ou concêntricos), além, provavelmente, de algum tipo de parede celular (como plantas ou fungos) que oferecia resistência à contração ou compactação, promovendo assim a fossilização.

### Habitat
Todos eram marinhos e provavelmente também bentônicos, habitando o leito do mar, desde ambientes rasos até subtidais profundos. Mesmo os medusoides, que se pensava serem nadadores, foram posteriormente concluídos como sendo semelhantes a pólipos ou discos bentônicos ancorados ao leito do mar, ou endobentônicos semi-enterrados. Esse habitat influenciou o nome popular de "O jardim de Ediacara".
A preservação abundante dos Ediacaranos é surpreendente, apesar de terem corpos moles; isso quase certamente indica a ausência de criaturas escavadoras nos sedimentos onde viviam.

### Mobilidade
A maioria carecia de locomoção. Os grupos mais antigos não tinham capacidade de movimento, como evidenciado pela completa ausência de perturbação de cinzas e sedimentos durante a fossilização. Acredita-se que não possuíam musculatura ou sistema nervoso, dada a sua simplicidade, e muitos eram sésseis. No entanto, considera-se que o movimento teria aparecido em Proarticulata e teria sido lento e deslizante; presumivelmente, representantes móveis como Spriggina se alimentavam de um tapete de microorganismos (pastoreio epifaunal). Essa característica de Proarticulata é o principal argumento para considerar que os vendobiontes, se fossem um clado, seriam atribuídos ao reino animal; embora o desenvolvimento de seu próprio sistema nervoso tenha sido independente dos outros animais.

### Dieta
Não há evidências definitivas da presença de boca, ânus ou um sistema digestivo, embora haja especulação sobre isso. Acredita-se que a alimentação poderia ser por osmose, assim como fungos ou bactérias fazem. A presença de numerosas linhas, dobras ou segmentos aumenta consideravelmente a área total necessária para a absorção osmótica de nutrientes. Também foi proposto que fossem organismos fotossintéticos, no entanto, eles viviam em diferentes profundidades, mesmo a mais de 200 metros, onde a luz não alcança para a fotossíntese. Devido à ausência de marcas de mordidas nos fósseis do Ediacarano, concluiu-se que os vendobiontes não eram predadores nem estavam expostos a eles; o que poderia então tê-los tornado presas fáceis para predadores do Cambriano.

### Crescimento
Eles cresceram preservando sua forma e mantêm o mesmo número de segmentos, independentemente do tamanho, embora os segmentos sejam subdivididos cada vez mais. Acredita-se que não tinham um estágio embrionário. Se assim fosse, seriam um grupo diferente dos outros animais.

### Reprodução
A reprodução dos Vendozoários aparentemente teria sido assexuada. Não foram reconhecidos órgãos sexuais ou gônadas.